# Gaúcho da Copa
Clóvis Acosta Fernandes (Cruz Alta, 1955 – Porto Alegre, 16 de setembro de 2015), mais conhecido como Gaúcho da Copa ou Velhinho da Taça, foi um torcedor símbolo da Seleção Brasileira de Futebol.
Nascido no Rio Grande do Sul, ficou conhecido como "Gaúcho da Copa" por estar sempre pilchado com as cores do Brasil. A partir de 1990, na Copa do Mundo FIFA de 1990, acompanhou a seleção em todas as copas do mundo, além de várias Copas América e Copa das Confederações. Sua última participação foi na Copa do Mundo FIFA de 2014. 
Clóvis morreu em setembro de 2015 em decorrência de um câncer no rim, detectado em meados de 2004.
Para a Copa do Mundo FIFA 2018 e 2022, seus filhos carregaram o troféu em memória do pai.